# Светосавље
Светосавље је православно хришћанство српског стила и искуства утемељено на лику и дјелу Светог Саве и српске народне вјерске традиције.

## Историја
Светосавље као философија живота и као богословско усмјерење настало је тридесетих година 20. вијека у Краљевини Југославији. У успостављању светосавља и у светосавској књижевности највише су се истакли владика Николај Велимировић и отац Јустин Поповић. Сам термин „светосавље“ потекао је од млађих професора и студената београдског Православног богословског факултета, а касније је ушао у општу употребу.
Г. Ван Дартел указује на то како се поштовање Светог Саве развило већ у Карловачкој митрополији, и да је идеја Светосавља у одређеној мјери настала као реакција на римокатоличке манипулације и злоупотребе идеје о словенским светитељима Ћирилу и Методију. Православни су у овом римокатоличком инсистирању препознали идеолошку позадину усмјерену ка унијаћењу. Присвајање православних и свесловенских апостола од стране Римокатоличке цркве имало је експанзионистичке намјере. Тако је Светосавље, као изразито конфесионални феномен, који православље јасно одваја од латинског, а прије свега од унијатског римокатолицизма.

## Смисао
Светосавље представља усмјерење у српској богословској мисли и духовности уопште које се развило под великим утицајем Светог Саве, његовог светитељског лика и богословског доприноса. Светосавље, као филозофија живота, означава што досљеднију примјену православних вриједности како на личном плану тако и у историјској животној стварности српског народа. Православље није међу Србима било непознато прије Светог Саве, али сматра се да је захваљујући његовој ревности у просвјећивању народа православље прожело и духовно препородило српско народно биће и оспособило га за његовање аутентичне хришћанске културе.
Изучавањем светосавља, односно живота и дјелатности Светог Саве, књижевном анализом и интерпретацијом његових списа, у новије вријеме се бави читав низ богословских текстова. На пољу светосавске књижевности највише су се истакли епископ Николај Велимировић и архимандрит Јустин Поповић, а у новије вријеме и теолози Димитрије Богдановић, епископ Атанасије Јевтић и др.
Отац Јустин Поповић у својој књизи „Светосавље као философија живота“ тврди да у светосавској филозофији свијета владају два основна начела: свијет је богојављење и човјек је богослужење. Према њему, сав живот Светог Саве је био изграђен на та два начела: његов живот је био непрекидно служење Богу, јер је он овај свијет сматрао за величанствени храм Божији у коме се врши непрекидно богојављење. За Светог Саву се каже да је он својим јеванђелским дјелима постао, и навијек остао, најмудрији и највећи српски филозоф, који је српској души најпотпуније и најсавршеније открио вјечни божански смисао и свијета и човека.
Књига Геополитика светосавља: српско национално питање у историјском распону од крштене до природне Србије аутора Љубише Деспотовића указује да је Светосавље национална и верски избалансирана политика односно рационална синтеза између утицаја Истока и Запада.

## Посебности у односу на остале православне цркве
Светосавље се разликује од осталих православних цркава по томе што његује обичаје везане за: крсну славу (жито и славски колач), Бадњак... Док Грци, Руси и други славе имендане, у Светосављу нема тог обичаја, осим код монашких лица.

## Политизација
Светосавље се тумачи на више начина, а најчешће се своди само на једну од његових компоненти или се у њему откривају садржаји и поруке које су светосављу опречне. Присутно је свођење светосавља на чисто национално-политичку идеологију, лишену духовног садржаја. Идеологизација светосавља је најчешћа и некада се посматра као облик српског национализма.
Одређени број људи гледа на светосавље као десну политичку идеологију, спој српског национализма и клерикализма, односно светосавски национализам. Поједине организације себе често одређују као светосавске, као нпр. Отачаствени покрет Образ, Двери српске итд. Овакво гледиште на Српску цркву је условљено падом српске државе под Турке и друге окупаторе, па је православним Србима једина народна институција, која је остала чувар народног духа, била Црква.
Често се светосавским националистима приписује и антисемитизам. Тако је епископ Николај Велимировић у књизи „Кроз тамнички прозор“, написаној током заробљеништва у концентрационом логору Дахау, за рат оптужио све нехришћанске идеологије Европе, попут: демократије, комунизма, социјализма, атеизма и вјерске толеранције. У основи ових појава Велимировић види јеврејско дјеловање. С друге стране, Мирослав Свирчевић, историчар и сарадник при Балканолошком институту САНУ, сматра да се Николај Велимировић не може оптуживати за антисемитизам, јер се у историји хришћанске вјере могу наћи много значајнији теолози попут Мартина Лутера чије су мисли биле прожете антисемитизмом, а чак су се и Хитлерови нацисти позивали на његове списе па нико не означава Мартина Лутера као антисемиту.